# Спантанеус Экстази
Спантанеус Экстази (англ. Spontaneous Xtasy), настоящее имя Шэрон Джонсон (англ. Sharon Johnson, род. 5 февраля 1965, Филадельфия, Пенсильвания) — американская порноактриса, член Зала славы Urban X.

## Биография
Родилась 5 февраля 1965 года в Филадельфии. Имеет афроамериканские и филиппинские корни. Дебютировала в порноиндустрии в 1994 году, в возрасте 29 лет, в фильме Swedish Erotica 83. Снималась для таких студий, как Filmco Releasing, Vivid Entertainment, Video Team, Midnight Video, Heatwave, Filmco Releasing, Legend Video и других.
В 1998 году участвовала в гэнг-бэнге из 500 человек, пытаясь побить рекорд непрерывного беспрерывного секса Книги рекордов Гиннесса, который был установлен актрисой и стриптизёршей с Хьюстон — в 1995 году та выпустила видео, в котором занималась сексом с 251 мужчиной в течение десяти часов. Получившееся видео Spantaneeus Xtasty 551, было срежиссировано Джимом Пауэрсом и выпущено студией Heatwave Video. Ведущим выступил актёр Род Джереми, который также участвовал в гэнг-бэнге. В видео также снялись актёры Девлин Вид (Devlin Weed), Дэйв Хардман и актрисы Obsession, Alyssa Allure, Кира Родригес, Мила и Кэнди Эпплз (Candy Apples). Мероприятие побило рекорд; по сообщениям, Spantaneeus Xtasty занимались сексом с 521 мужчиной. В следующем году Хьюстон снова побила рекорд в видео Houston 500, выпущенном Metro Studios, в котором она якобы занималась сексом с 620 мужчинами.
Spantaneeus Xtasty была участницей многих американских ток-шоу, таких как The Jenny Jones Show, шоу Говарда Стерна и Maury, а также многочисленных европейских и южноамериканских шоу. В 1996 году снялась в эпизодической роли в триллере «Шоссе».
Ушла из индустрии в 2005 году, снявшись в 115 фильмах. В 2011 году была включена в Зал славы Urban X.

## Награды
- 2011 Зал славы Urban X[8]

## Избранная фильмография
- Titty Town 2
- Gazongas Galore
- Big and Busty Centerfolds
- Miss Nude International
- Boobcage 2
- MegaBoobs in Latex